# Виводівська сільська рада
| Виводівська сільська рада — колишній орган місцевого самоврядування у Томаківському районі Дніпропетровської області з адміністративним центром у с. Виводове. Сільській раді були підпорядковані населені пункти: - с. Виводове - с. Глухе - с. Долинське - с. Жмерине - с. Новий Мир - с. Новопавлівка - с. Стрюківка |

## Склад ради
Рада складалася з 16 депутатів та голови.

## Керівний склад сільської ради
| ПІБ                      | Основні відомості                                                         | Дата обрання | Дата звільнення |
| ------------------------ | ------------------------------------------------------------------------- | ------------ | --------------- |
| Куліш Наталія Вікторівна | Сільський голова, 1958 року народження, освіта, позапартійна              | 26.03.2006   | 31.10.2010      |
| Куліш Наталія Вікторівна | Сільський голова, 1958 року народження, освіта вища, член Партії регіонів | 31.10.2010   |                 |

Примітка: таблиця складена за даними джерела